# 大众社会党

大众社会党标志

大众社会党（英語：Bahujan Samaj Party，缩写为BSP）是印度的一个政党，成立于1984年4月14日。该党称其成立的目的是代表“大众”（指表列种姓、表列部落和其他落后阶层以及宗教少数群体）。根据该党创始人坎希·拉姆的说法，当他在1984年创立该党时，“大众”占印度人口的85%，但被分为6000个不同的种姓。该党称其受比姆拉奥·拉姆吉·安贝德卡、约提拉奥·富勒、纳拉亚纳·古鲁、科尔哈普尔的沙胡和释迦牟尼的哲学的启发。